# أماندا كاربنتر
أماندا كاربنتر (بالإنجليزية: Amanda Carpenter)‏ هي مدونة وكاتِبة وكاتبة خطابات وصحفية أمريكية، ولدت في 20 نوفمبر 1982.

## وصلات خارجية
- الموقع الرسمي
- أماندا كاربنتر على موقع إن إن دي بي (الإنجليزية)